# 中国纺织建设公司
中国纺织建设公司，简称中纺公司、纺建公司，是第二次国共内战时期设立的纺织业公营信托。

## 历史
抗战胜利后，经济部特派员公署派员在东部各大城市接收了大批日伪资产，其中棉、毛、麻、绢丝纺织业接收固定资产总值折7亿美元，纺织、印染、针织工厂58个。其中棉纺织厂38个，上海18个，共有纺锭177万锭，织机3.9万台。1945年11月27日，行政院第722次会议正是通过宋子文提出的设立中纺公司方案。
1945年12月4日中华民国经济部在重庆将接收的纺织业工厂组成纺建公司，经济部长翁文灏出任董事长，全国棉纺织业同业公会联合会（1945年8月28日成立）理事长束云章任总经理。
1946年1月2日总公司迁至上海江西路138号。南京国民政府投资法币10亿元，长期贷款50亿元，两项折合美元297万元。特许购入外棉、输出纱棉，顺利渡过战后棉花短缺危机。1946年下属工厂85家，工人82千人。1947年全行业占比：纱锭38%，织机60%、纱44%、布73%；盈利折500万美元；上交财政及税利达4,378亿元，占全国财政收入3.2%。
1948年9月11日改组为中国纺织建设股份有限公司股票上市。1948年拥有纱锭175万余枚、织机38,000余台，分别占全行业的40%、56%。
- 董事长：翁文灏/王云五/陈启天，均为历任经济部长。
- 总经理束云章
- 副总经理 李升伯、吴味经
- 董事：杨锡仁、王仰先、何廉、张文潜、高惜冰
- 监察人：王玮、王子建、张兹闿
- 秘书处长汪大燧
- 稽核处长章兆植
- 青岛分公司（青纺公司）：9家工厂。分公司驻市北区馆陶路3号铃木洋行青岛分行办公楼。经理范澄川[4]，副经理王新元。361,716枚纱锭，7,713台布机。设总务课、工务课、业务课李德贤、材料课、会计课，秘书室、稽核室、专员室，及福利委员会。聘有纺部总工程师陈维稷、织部总工程师、机械总工程师、电机总工程师。辖：青纺一厂(大康厂)楼震旦、青纺二厂、青纺三厂、青纺四厂、青纺五厂、青纺六厂、青纺七厂、青纺八厂（沧口）、青纺九厂。又合并了两个印染厂、两个针织厂、两个梭管厂；扩大了原属丰田的机械厂，并在厂内增加了一个电机工场和一个针布工场（此后发展为一个专制梳棉机工厂）；还利用了第五厂化工设备设立了化工厂。四方设立总库及运输总站。[5]
- 天津分公司：7家工厂。经理杨亦周。副经理是王端基和卢统之。总公司派黄树芬(中统)来津任分公司“员工福利委员会”副主任，处理工潮。拥有职工两万余人，纱锭近30万枚，各厂生产的纱布，由业务课通过2000多家私营纱布商向市场销售，垄断和操纵华北纱布市场。公司还在华北国民党统治区各产棉县设有棉花收购处，下设许多收花站，除直接收购棉花外，还委托很多私商代理，形成一个庞大的收购网，对棉花市场进行垄断和控制。杨亦周提出了“内求团结，外谋和谐， 稳定地发展生产”的方针，陆续调整工人工资，设立职工子弟学校、幼儿园，建造职工宿舍，逐步缓和与工人的矛盾，同时加强管理，积极开展社交活动，使各厂生产逐步上升，经济效益显著提高。1946年，天津分公司盈利(内含资本官利、所得税和利润)法币3700多亿元。1947年盈利竟达到10000余亿元，占中纺总公司利润总额的25％，而天津分公司的纱锭却只占中纺总公司所管各厂总纱锭数的13％。在提供军需方面，仅1948年，天津分公司就供给国民党军队军服布20多万匹，普通布40多万匹。
  - 天津纺织技术训练班：主任王勛卿
- 辽宁分公司